# این زندگی برای چیست
«این زندگی برای چیست» (به انگلیسی: What's This Life For) تک‌آهنگی از کرید است که در سال ۱۹۹۸ میلادی منتشر شد.
این ترانه توسط اسکات استپ خوانندهٔ اصلی، و مارک ترمونتی نوازندهٔ گیتار گروه کرید نوشته شده است. آن‌ها این ترانه را دربارهٔ یکی از دوستانشان که خودکشی کرده بود نوشته‌اند. متن آن دربارهٔ مشکل در یافتن خوشحالی و معنا در جهان است.

## وضعیت فروش
| جدول (۱۹۹۸–۹۹)                             | بالاترین جایگاه |
| ------------------------------------------ | --------------- |
| ۳۰ ترانهٔ برتر آلترناتیو مجلهٔ آرپی‌ام کانادا | ۶               |
| ترانه‌های جریان اصلی راک بیلبورد آمریکا     | ۱               |
| ترانه‌های آلترناتیو بیلبورد آمریکا          | ۱۰              |